# 格伦 (路德维希斯卢斯特-帕尔希姆县)
格伦（德語：Göhlen）是德国梅克伦堡-前波美拉尼亚州的一个市镇，隶属于路德维希斯卢斯特-帕尔希姆县。总面积为33.96平方千米，截至2020年总人口为567人。